# Italiaans voetbalelftal in 2016
Het Italiaans voetbalelftal speelde vijftien officiële interlands in het jaar 2016, waaronder vier duels in de kwalificatiereeks voor het WK voetbal 2018 in Rusland. De selectie stond onder leiding van bondscoach Antonio Conte. Hij zwaaide af na het Europees kampioenschap en trad in dienst van de Engelse topclub Chelsea. Giampiero Ventura werd aangewezen als zijn opvolger. Op de in 1993 geïntroduceerde FIFA-wereldranglijst zakte Italië in 2016 van de 15de (januari 2016) naar de 16de plaats (december 2016).
Op vrijdag 7 oktober, daags na de WK-kwalificatiewedstrijd tegen Spanje (1-1), werd aanvaller Graziano Pellè wegens wangedrag uit de Italiaanse selectie gezet voor het eerstvolgende WK-kwalificatieduel tegen Macedonië. Bondscoach Ventura nam dat besluit naar aanleiding van het gedrag van de spits na diens wissel in het duel tegen Spanje. Pellè was zichtbaar boos toen hij vlak na rust het veld moest ruimen ten faveure van Ciro Immobile en weigerde de bondscoach een hand te geven. "Bij het dragen van het nationale shirt horen bepaalde waarden, zoals het tonen van respect naar de staf, teamgenoten en fans. Dit gedrag past daar niet bij", aldus een verklaring Pellè bood na afloop bij zijn teamgenoten en op zijn Instagram-account zijn excuses aan. "Ja hoor, ik ben helaas weer in de fout gegaan. Zoals bij elke misstap moet je de consequenties accepteren. Ik neem mijn volledige verantwoordelijkheid en bied mijn excuses aan."

## Balans
| Wedstrijden | Wedstrijden | Wedstrijden | Wedstrijden | Doelpunten | Doelpunten | Doelpunten | Punten |
| Gespeeld    | Winst       | Gelijk      | Verlies     | Voor       | Tegen      | Saldo      | Punten |
| ----------- | ----------- | ----------- | ----------- | ---------- | ---------- | ---------- | ------ |
| 15          | 8           | 4           | 3           | 23         | 14         | +9         | 1.333  |

## Interlands
|                                                               |                     |       |                  |                                                                               |
| 24 maart Vriendschappelijk № 778 «onderlinge duels» 20:45 uur | Italië              | 1 – 1 | Spanje           | Stadio Friuli, Udine Toeschouwers: 23.300 Scheidsrechter: Deniz Aytekin (GER) |
| 24 maart Vriendschappelijk № 778 «onderlinge duels» 20:45 uur | Lorenzo Insigne 68' |       | 70' Aritz Aduriz | Stadio Friuli, Udine Toeschouwers: 23.300 Scheidsrechter: Deniz Aytekin (GER) |

|                                                               |                                                                       |       |                         |                                                                                  |
| 29 maart Vriendschappelijk № 779 «onderlinge duels» 20:45 uur | Duitsland                                                             | 4 – 1 | Italië                  | Allianz Arena, München Toeschouwers: 62.600 Scheidsrechter: Oliver Drachta (AUT) |
| 29 maart Vriendschappelijk № 779 «onderlinge duels» 20:45 uur | Toni Kroos 24' Mario Götze 45' Jonas Hector 59' Mesut Özil 75' (pen.) |       | 83' Stephan El Shaarawy | Allianz Arena, München Toeschouwers: 62.600 Scheidsrechter: Oliver Drachta (AUT) |

|                                                             |                    |       |           |                                                                             |
| 29 mei Vriendschappelijk № 780 «onderlinge duels» 20:45 uur | Italië             | 1 – 0 | Schotland | Ta' Qalistadion, Attard Toeschouwers: 8.000 Scheidsrechter: Sant Alan (MLT) |
| 29 mei Vriendschappelijk № 780 «onderlinge duels» 20:45 uur | Graziano Pellè 57' |       |           | Ta' Qalistadion, Attard Toeschouwers: 8.000 Scheidsrechter: Sant Alan (MLT) |

|                                                             |                                                  |       |         |                                                                                             |
| 6 juni Vriendschappelijk № 781 «onderlinge duels» 20:45 uur | Italië                                           | 2 – 0 | Finland | Stadio Marcantonio Bentegodi, Verona Toeschouwers: 27.702 Scheidsrechter: Bas Nijhuis (NED) |
| 6 juni Vriendschappelijk № 781 «onderlinge duels» 20:45 uur | Antonio Candreva 27' (pen.) Daniele De Rossi 71' |       |         | Stadio Marcantonio Bentegodi, Verona Toeschouwers: 27.702 Scheidsrechter: Bas Nijhuis (NED) |

| EK 2016 |
| ------- |

|                                                            |        |                                               |        |                                                                                           |
| 13 juni EK 2016 Groep E № 782 «onderlinge duels» 21:00 uur | België | 0 – 2                                         | Italië | Parc Olympique Lyonnais, Lyon Toeschouwers: 55.408 Scheidsrechter: Mark Clattenburg (ENG) |
| 13 juni EK 2016 Groep E № 782 «onderlinge duels» 21:00 uur |        | 32' Emanuele Giaccherini 90+2' Graziano Pellè |        | Parc Olympique Lyonnais, Lyon Toeschouwers: 55.408 Scheidsrechter: Mark Clattenburg (ENG) |

|                                                            |          |       |        |                                                                                        |
| 17 juni EK 2016 Groep E № 783 «onderlinge duels» 15:00 uur | Italië   | 1 – 0 | Zweden | Parc Olympique Lyonnais, Lyon Toeschouwers: 29.600 Scheidsrechter: Viktor Kassai (HUN) |
| 17 juni EK 2016 Groep E № 783 «onderlinge duels» 15:00 uur | Éder 88' |       |        | Parc Olympique Lyonnais, Lyon Toeschouwers: 29.600 Scheidsrechter: Viktor Kassai (HUN) |

|                                                            |        |                  |         | |
| 22 juni EK 2016 Groep E № 784 «onderlinge duels» 21:00 uur | Italië | 0 – 1            | Ierland | Grand Stade Lille Métropole, Villeneuve-d'Ascq Toeschouwers: 44.268 Scheidsrechter: Ovidiu Haţegan (ROM) |
| 22 juni EK 2016 Groep E № 784 «onderlinge duels» 21:00 uur |        | 85' Robbie Brady |         | Grand Stade Lille Métropole, Villeneuve-d'Ascq Toeschouwers: 44.268 Scheidsrechter: Ovidiu Haţegan (ROM) |

|                                                                   |                                            |       |        |                                                                                      |
| 27 juni EK 2016 Achtste finale № 785 «onderlinge duels» 18:00 uur | Italië                                     | 2 – 0 | Spanje | Stade de France, Saint-Denis Toeschouwers: 76.165 Scheidsrechter: Cüneyt Çakır (TUR) |
| 27 juni EK 2016 Achtste finale № 785 «onderlinge duels» 18:00 uur | Giorgio Chiellini 33' Graziano Pellè 90+1' |       |        | Stade de France, Saint-Denis Toeschouwers: 76.165 Scheidsrechter: Cüneyt Çakır (TUR) |

|                                                               | |       | |                                                                                           |
| 2 juli EK 2016 Kwartfinale № 786 «onderlinge duels» 21:00 uur | Duitsland | 1 – 1 | Italië | Nouveau Stade Bordeaux, Bordeaux Toeschouwers: 38.764 Scheidsrechter: Viktor Kassai (HUN) |
| 2 juli EK 2016 Kwartfinale № 786 «onderlinge duels» 21:00 uur | Mesut Özil 65' |       | 78' (pen.) Leonardo Bonucci | Nouveau Stade Bordeaux, Bordeaux Toeschouwers: 38.764 Scheidsrechter: Viktor Kassai (HUN) |
| 2 juli EK 2016 Kwartfinale № 786 «onderlinge duels» 21:00 uur | Strafschoppen |       | | Nouveau Stade Bordeaux, Bordeaux Toeschouwers: 38.764 Scheidsrechter: Viktor Kassai (HUN) |
| 2 juli EK 2016 Kwartfinale № 786 «onderlinge duels» 21:00 uur | Toni Kroos Thomas Müller Mesut Özil Julian Draxler Bastian Schweinsteiger Mats Hummels Joshua Kimmich Jérôme Boateng Jonas Hector | 6 – 5 | Lorenzo Insigne Simone Zaza Andrea Barzagli Graziano Pellè Leonardo Bonucci Emanuele Giaccherini Marco Parolo Mattia De Sciglio Matteo Darmian | Nouveau Stade Bordeaux, Bordeaux Toeschouwers: 38.764 Scheidsrechter: Viktor Kassai (HUN) |

|  |  |  |  |  |  |  |  |  |

|                                                                  |                    |       |                                                           |                                                                                  |
| 1 september Vriendschappelijk № 787 «onderlinge duels» 20:45 uur | Italië             | 1 – 3 | Frankrijk                                                 | Stadio San Nicola, Bari Toeschouwers: 40.000 Scheidsrechter: Björn Kuipers (NED) |
| 1 september Vriendschappelijk № 787 «onderlinge duels» 20:45 uur | Graziano Pellè 21' |       | 17' Anthony Martial 28' Olivier Giroud 81' Layvin Kurzawa | Stadio San Nicola, Bari Toeschouwers: 40.000 Scheidsrechter: Björn Kuipers (NED) |

|                                                                             |                  |       |                                                                  |                                                                                     |
| 5 september Kwalificatie WK 2018 Groep G № 788 «onderlinge duels» 20:45 uur | Israël           | 1 – 3 | Italië                                                           | Sammy Oferstadion, Haifa Toeschouwers: 30.000 Scheidsrechter: Sergej Karasjov (RUS) |
| 5 september Kwalificatie WK 2018 Groep G № 788 «onderlinge duels» 20:45 uur | Tal Ben-Haim 35' |       | 14' Graziano Pellè 31' (pen.) Antonio Candreva 83' Ciro Immobile | Sammy Oferstadion, Haifa Toeschouwers: 30.000 Scheidsrechter: Sergej Karasjov (RUS) |

|                                                                           |                             |       |            |                                                                                 |
| 6 oktober Kwalificatie WK 2018 Groep G № 789 «onderlinge duels» 20:45 uur | Italië                      | 1 – 1 | Spanje     | Juventus Stadium, Turijn Toeschouwers: 38.470 Scheidsrechter: Felix Brych (GER) |
| 6 oktober Kwalificatie WK 2018 Groep G № 789 «onderlinge duels» 20:45 uur | Daniele De Rossi 82' (pen.) |       | 55' Vitolo | Juventus Stadium, Turijn Toeschouwers: 38.470 Scheidsrechter: Felix Brych (GER) |

|                                                                           |                                         |       |                                                          |                                                                                   |
| 9 oktober Kwalificatie WK 2018 Groep G № 790 «onderlinge duels» 20:45 uur | Macedonië                               | 2 – 3 | Italië                                                   | Philip II Arena, Skopje Toeschouwers: 27.000 Scheidsrechter: Danny Makkelie (NED) |
| 9 oktober Kwalificatie WK 2018 Groep G № 790 «onderlinge duels» 20:45 uur | Ilija Nestorovski 57' Ferhan Hasani 59' |       | 24' Andrea Belotti 75' Ciro Immobile 90+1' Ciro Immobile | Philip II Arena, Skopje Toeschouwers: 27.000 Scheidsrechter: Danny Makkelie (NED) |

|                                                                             |               |                                                                              |        |                                                                               |
| 12 november Kwalificatie WK 2018 Groep G № 791 «onderlinge duels» 20:45 uur | Liechtenstein | 0 – 4                                                                        | Italië | Rheinpark Stadion, Vaduz Toeschouwers: 5.864 Scheidsrechter: Ivan Bebek (CRO) |
| 12 november Kwalificatie WK 2018 Groep G № 791 «onderlinge duels» 20:45 uur |               | 11' Andrea Belotti 12' Ciro Immobile 32' Antonio Candreva 44' Andrea Belotti |        | Rheinpark Stadion, Vaduz Toeschouwers: 5.864 Scheidsrechter: Ivan Bebek (CRO) |

|                                                                  |        |       |           |                                                                                             |
| 15 november Vriendschappelijk № 792 «onderlinge duels» 20:45 uur | Italië | 0 – 0 | Duitsland | Stadio Giuseppe Meazza, Milaan Toeschouwers: 48.600 Scheidsrechter: Artur Soares Dias (POR) |
| 15 november Vriendschappelijk № 792 «onderlinge duels» 20:45 uur |        |       |           | Stadio Giuseppe Meazza, Milaan Toeschouwers: 48.600 Scheidsrechter: Artur Soares Dias (POR) |

## FIFA-wereldranglijst
| JAN | FEB | MAR | APR | MEI | JUN | JUL | AUG | SEP | OKT | NOV | DEC |
| --- | --- | --- | --- | --- | --- | --- | --- | --- | --- | --- | --- |
| 15  | 15  | 14  | 15  | 15  | 12  | 10  | 10  | 13  | 13  | 16  | 16  |

## Statistieken
| Gianluigi Buffon      | 1978-01-28 | Juventus            | 13 | 0 | 0 | 167 | 0 |
| Salvatore Sirigu      | 1987-01-12 | Sevilla             | 2  | 0 | 0 | 17  | 0 |
| Gianluigi Donnarumma  | 1999-02-25 | AC Milan            | 0  | 2 | 0 | 2   | 0 |
| Verdediging           |            |                     |    |   |   |     |   |
| Leonardo Bonucci      | 1987-05-01 | Juventus            | 14 | 0 | 1 | 67  | 4 |
| Andrea Barzagli       | 1981-05-08 | Juventus            | 11 | 0 | 0 |     |   |
| Giorgio Chiellini     | 1984-08-14 | Juventus            | 8  | 0 | 1 |     |   |
| Mattia De Sciglio     | 1992-10-20 | AC Milan            | 7  | 1 | 0 |     |   |
| Matteo Darmian        | 1989-12-02 | Manchester United   | 5  | 3 | 0 |     |   |
| Alessio Romagnoli     | 1995-01-12 | AC Milan            | 4  | 0 | 0 | 4   | 0 |
| Davide Astori         | 1987-01-07 | AC Fiorentina       | 2  | 1 | 0 |     |   |
| Davide Zappacosta     | 1992-06-11 | Torino              | 2  | 0 | 0 | 2   | 0 |
| Luca Antonelli        | 1987-02-11 | AC Milan            | 1  | 2 | 0 |     |   |
| Angelo Ogbonna        | 1988-05-23 | West Ham United     | 1  | 2 | 0 |     |   |
| Daniele Rugani        | 1994-07-29 | Juventus            | 1  | 1 | 0 | 2   | 0 |
| Francesco Acerbi      | 1988-08-10 | US Sassuolo         | 1  | 0 | 0 |     |   |
| Lorenzo De Silvestri  | 1988-05-23 | Torino              | 0  | 2 | 0 |     |   |
| Andrea Ranocchia      | 1988-02-16 | Internazionale      | 0  | 1 | 0 |     |   |
| Middenveld            |            |                     |    |   |   |     |   |
| Marco Parolo          | 1985-01-25 | Lazio Roma          | 10 | 3 | 0 |     |   |
| Antonio Candreva      | 1987-02-28 | Internazionale      | 9  | 0 | 3 |     |   |
| Alessandro Florenzi   | 1991-03-11 | AS Roma             | 8  | 3 | 0 |     |   |
| Daniele De Rossi      | 1983-07-24 | AS Roma             | 8  | 1 | 2 |     |   |
| Emanuele Giaccherini  | 1985-08-05 | SSC Napoli          | 8  | 0 | 1 |     |   |
| Thiago Motta          | 1982-08-28 | Paris Saint-Germain | 4  | 3 | 0 |     |   |
| Giacomo Bonaventura   | 1989-08-22 | AC Milan            | 4  | 2 | 0 |     |   |
| Federico Bernardeschi | 1994-02-16 | AC Fiorentina       | 3  | 4 | 0 | 7   | 0 |
| Marco Verratti        | 1992-11-05 | Paris Saint-Germain | 3  | 1 | 0 |     |   |
| Stefano Sturaro       | 1993-03-09 | Juventus            | 2  | 2 | 0 | 4   | 0 |
| Riccardo Montolivo    | 1985-01-18 | AC Milan            | 2  | 1 | 0 |     |   |
| Jorge Luiz Frello     | 1991-12-20 | SSC Napoli          | 0  | 2 | 0 |     |   |
| Aanval                |            |                     |    |   |   |     |   |
| Éder Citadin Martins  | 1986-11-15 | Internazionale      | 10 | 2 | 1 |     |   |
| Graziano Pellè        | 1985-07-15 | Shandong Luneng     | 9  | 1 | 5 |     |   |
| Ciro Immobile         | 1990-02-20 | Lazio Roma          | 5  | 3 | 4 |     |   |
| Simone Zaza           | 1991-06-25 | West Ham United     | 3  | 6 | 0 |     |   |
| Andrea Belotti        | 1993-12-20 | Torino              | 3  | 2 | 3 | 5   | 3 |
| Lorenzo Insigne       | 1991-06-04 | SSC Napoli          | 1  | 6 | 1 |     |   |
| Stephan El Shaarawy   | 1992-10-27 | AS Roma             | 1  | 2 | 1 |     |   |
| Nicola Sansone        | 1991-09-10 | Villarreal CF       | 0  | 2 | 0 |     |   |
| Stefano Okaka         | 1989-08-09 | Watford             | 0  | 1 | 0 |     |   |